# Zabrodzie (rejon stołpecki)
Zabrodzie (biał. Заброддзе; ros. Забродье) – wieś na Białorusi, w obwodzie mińskim, w rejonie stołpeckim, w sielsowiecie Derewno, przy drodze republikańskiej R54.

## Historia
W XIX w. zamieszkane wyłącznie przez katolików. 
W dwudziestoleciu międzywojennym leżało w Polsce, w województwie nowogródzkim, w powiecie stołpeckim, w gminie Derewno. W 1921 miejscowość liczyła 255 mieszkańców, zamieszkałych w 44 budynkach, wyłącznie Polaków. 254 mieszkańców było wyznania rzymskokatolickiego i 1 prawosławnego.
W czasie II wojny światowej 10 mieszkańców Zabrodzia dołączyło do Zgrupowania Stołpeckiego Armii Krajowej.
Po II wojnie światowej w granicach Związku Radzieckiego. Od 1991 w niepodległej Białorusi.

## Skansen
W Państwowym Muzeum Architektury Ludowej i Życia Wiejskiego w Oziercu koło Mińska znajdują się chaty przeniesione z Zabrodzia. Ekspozycja odzwierciedla życie chłopskiej rodziny w końcu XIX w. i w latach 20. i 30. XX w., a także różnice w zabudowie domów ludności katolickiej w stosunku do domów prawosławnych.

## Ludzie związani z miejscowością
W Zabrodziu urodził się biskup piński Antoni Dziemianko.